# Jacquinia armillaris
Jacquinia armillaris là một loài thực vật có hoa trong họ Anh thảo. Loài này được Jacq. mô tả khoa học đầu tiên năm 1760.